# Балка Дубова (притока Інгульця)
Балка Дубова — річка в Україні, у Петрівському районі Кіровоградської області. Права притока Інгульця (басейн Дніпра).

## Опис
Довжина річки приблизно 9 км.

## Розташування
Бере початок у селі Олімпіадівка. Тече переважно на південний схід через Мар'янівку і у Федорівці впадає в річку Інгулець, праву притоку Дніпра.